# Durango
Durango, oficialmente Estado Livre e Soberano de Durango, é um dos 31 estados que, junta a Cidade do México, formam o México. Sua capital é a cidade de Victoria de Durango, que é também sua cidade mais populosa. O Estado está dividido em trinta e nove municípios. É o 4º estado com maior extensão territorial do país, possuindo 123 364 km². Segundo o censo de 2020 o estado possui 1 832 650 milhões de habitantes, sendo assim o oitavo com menor população. É o segundo com menor densidade populacional, contando com 14,85 habitantes por Km²
Foi fundado em 8 de Julho de 1563. O estado fica na região noroeste do país, fazendo fronteira ao norte com Chihuahua, ao noroeste com Coahuila, ao sudeste com Zacatecas, ao sul com Nayarit e ao oeste com Sinaloa.

## Toponímia
O nome do estado provém da sua capital homônima, a qual, batizada por Francisco de Ibarra, recebeu o nome que em Língua basca significa "Planície rodeada de água e montanhas". Ibarra foi um conquistador espanhol que era natural de Eibar, próxima à Vila de Durango, na província basca de Vizcaya, na Espanha
O estudioso Gutiérrez Tibón apontou a possibilidade de que o significado seja "planície entre as alturas" ou "planície extensa"; uma terra plana e fértil circundada por elevações. Durango também pode ser traduzida como "Lugar de Samambaias" como aparece no livro de Etimologia de Apelidos Bascos, de Isaac López Mendizábal. Finalmente, outra versão que aparece na Enciclopedia do México diz que Durango significa "Além da agua"

## Símbolos

### Bandeira
|  | A bandeira consiste em um brasão branco de proporções 4:7 com o escudo de Durango no centro. |

### Escudo
|  | O escudo de armas possui os seguintes elementos: uma árvore de carvalho em cor de café, com folhagem abundante em cor verde; dois lobos em um fundo azul; dois ramos de palma em cor verde, um em cada lado do escudo, sendo enlaçadas por um coque vermelho na parte inferior. Por detrás há uma moldura em cor amarelo escudo; na parte superior do escudo está a coroa real de cor amarelo-ouro contendo pedras azuis nos seus arcos verticais e pedras diamante na base, encontrando-se essas embutidas de forma alternada entre vermelho e azul, o interior da coroa é forrado de vermelho vivo; na parte superior da coroa está uma esfera que simboliza a terra com uma cruz latina ao topo. |

## População
Segundo dados da pesquisa realizada pelo Instituto Nacional de Estadística y Geografía em 2020, o estado conta com 1.832.650 habitantes, sendo 890.149 homens e 942.501 mulheres. A taxa de crescimento durante o período 2015 a 2020 foi de 4,43% com população absoluta de 1.832.650 e densidade demografica de 14,85 habitantes por Km².
| Cidade               | População |
| -------------------- | --------- |
| Durango              | 616.068   |
| Gómez Palacio        | 301.742   |
| Ciudad Lerdo         | 96.243    |
| Santiago Papasquiaro | 30.063    |
| El Salto             | 26.678    |

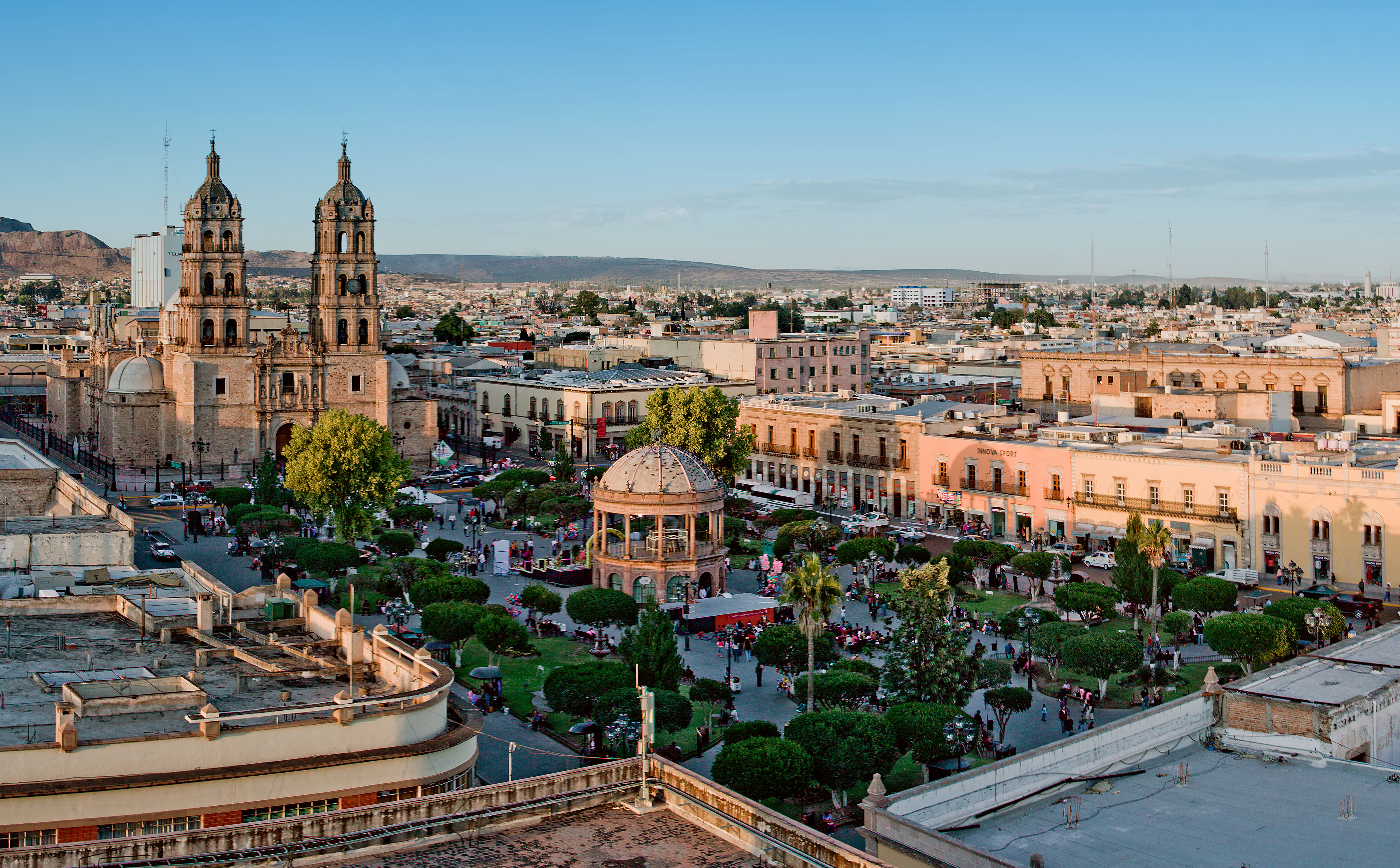
Durango
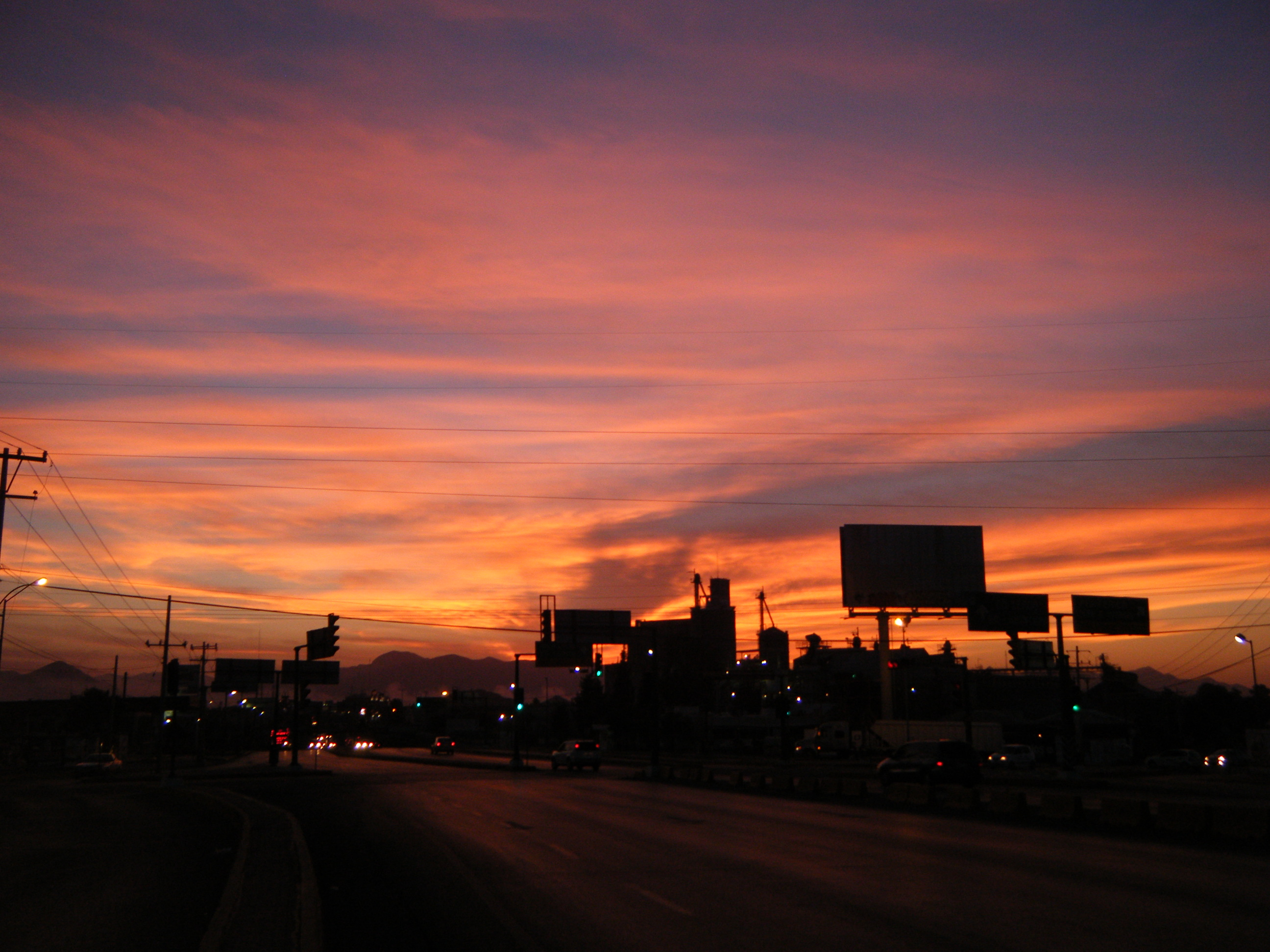
Gómez Palacio
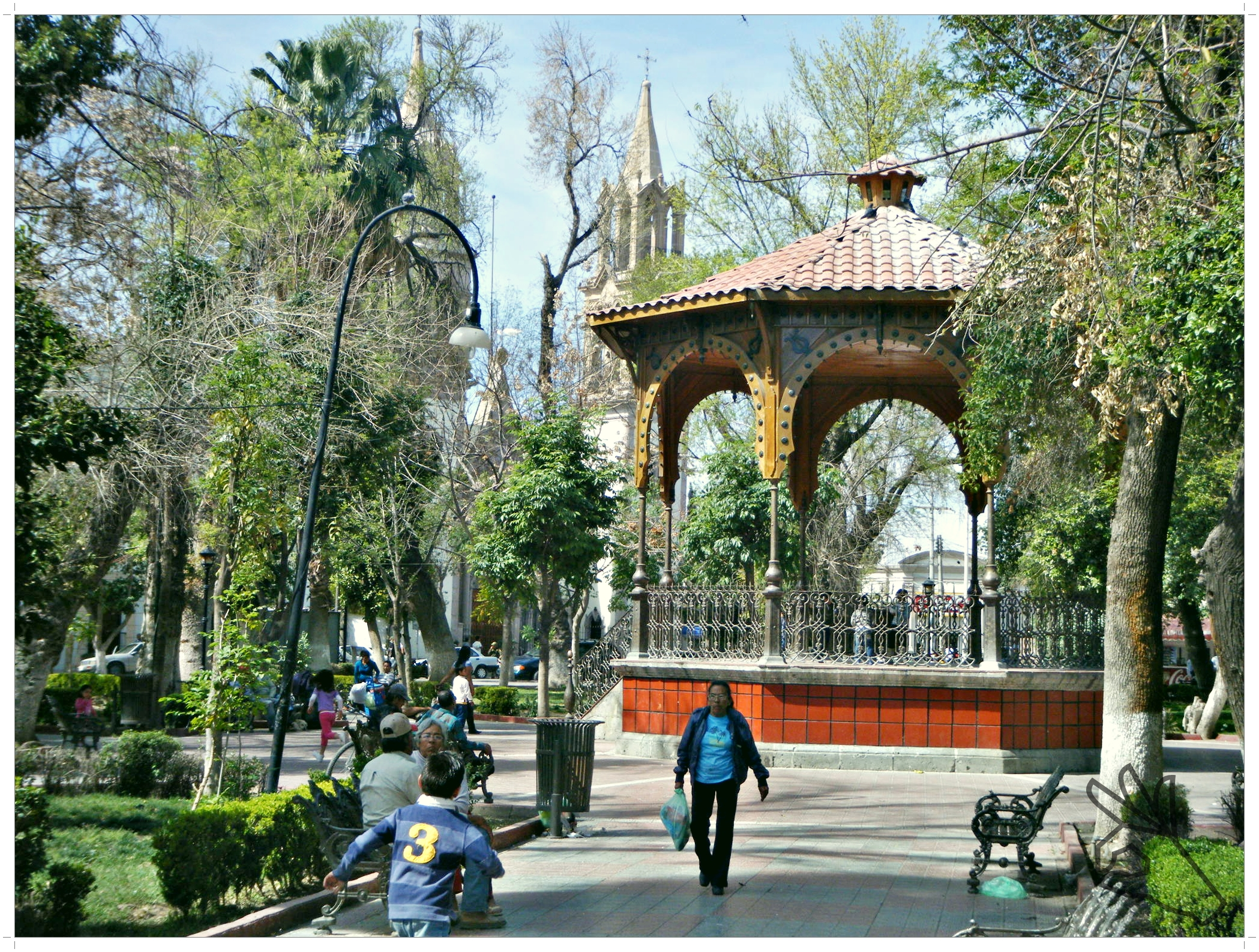
Lerdo
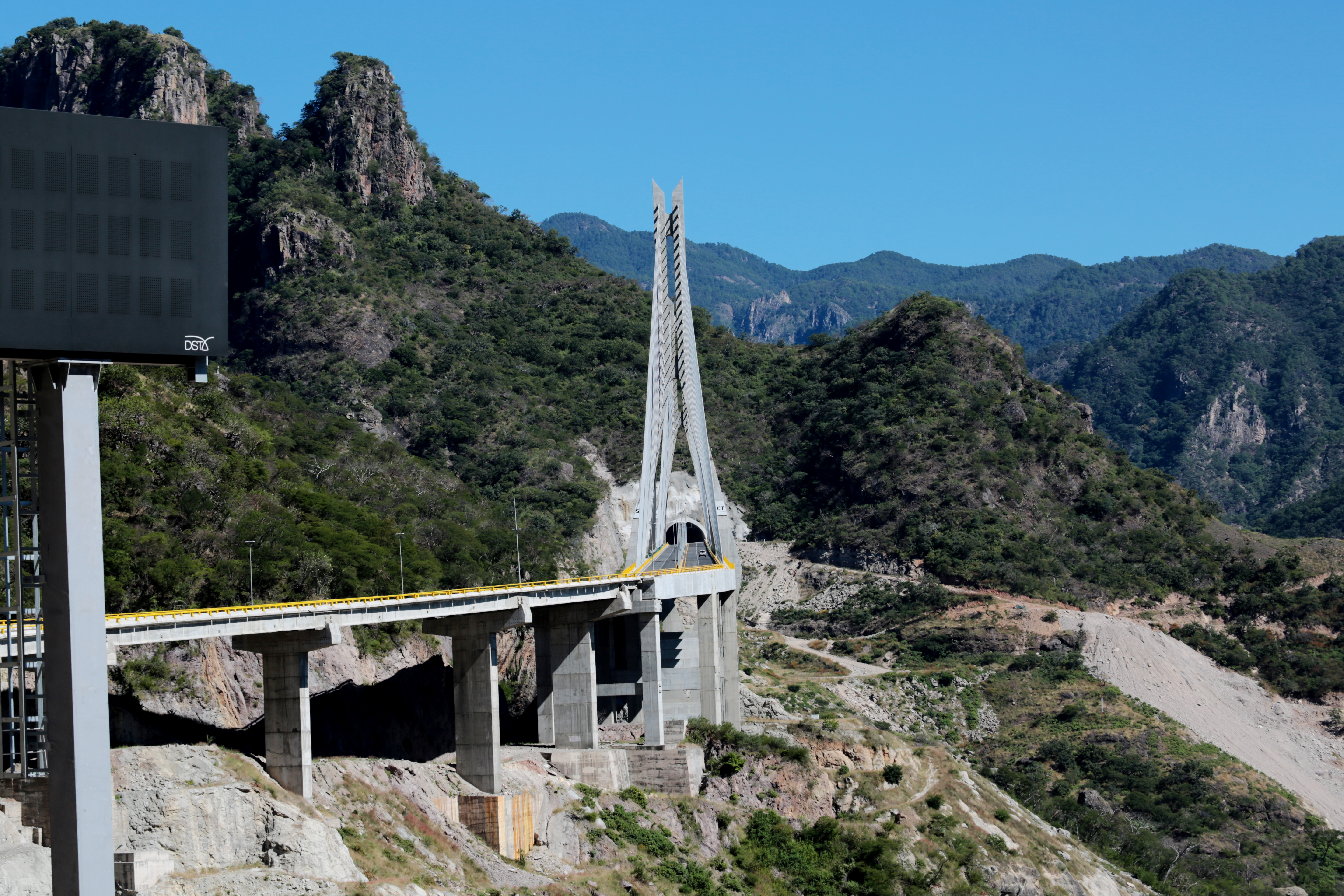
Pueblo Nuevo